# التأويلات البيولوجية

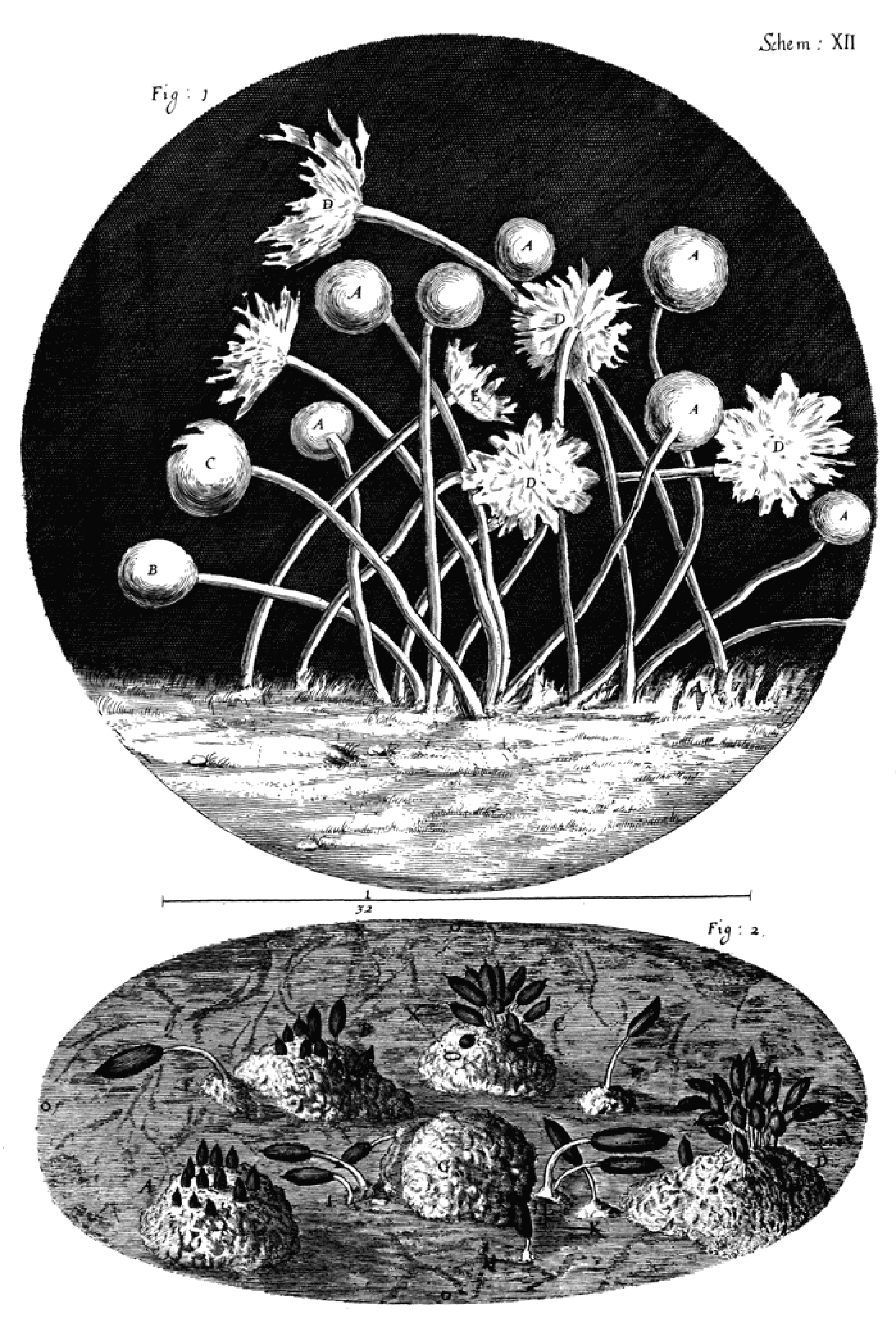
1: العفن الأزرق. Robert Hooke، Micrographia (1665). المخطط. 12 ، التين. 1.

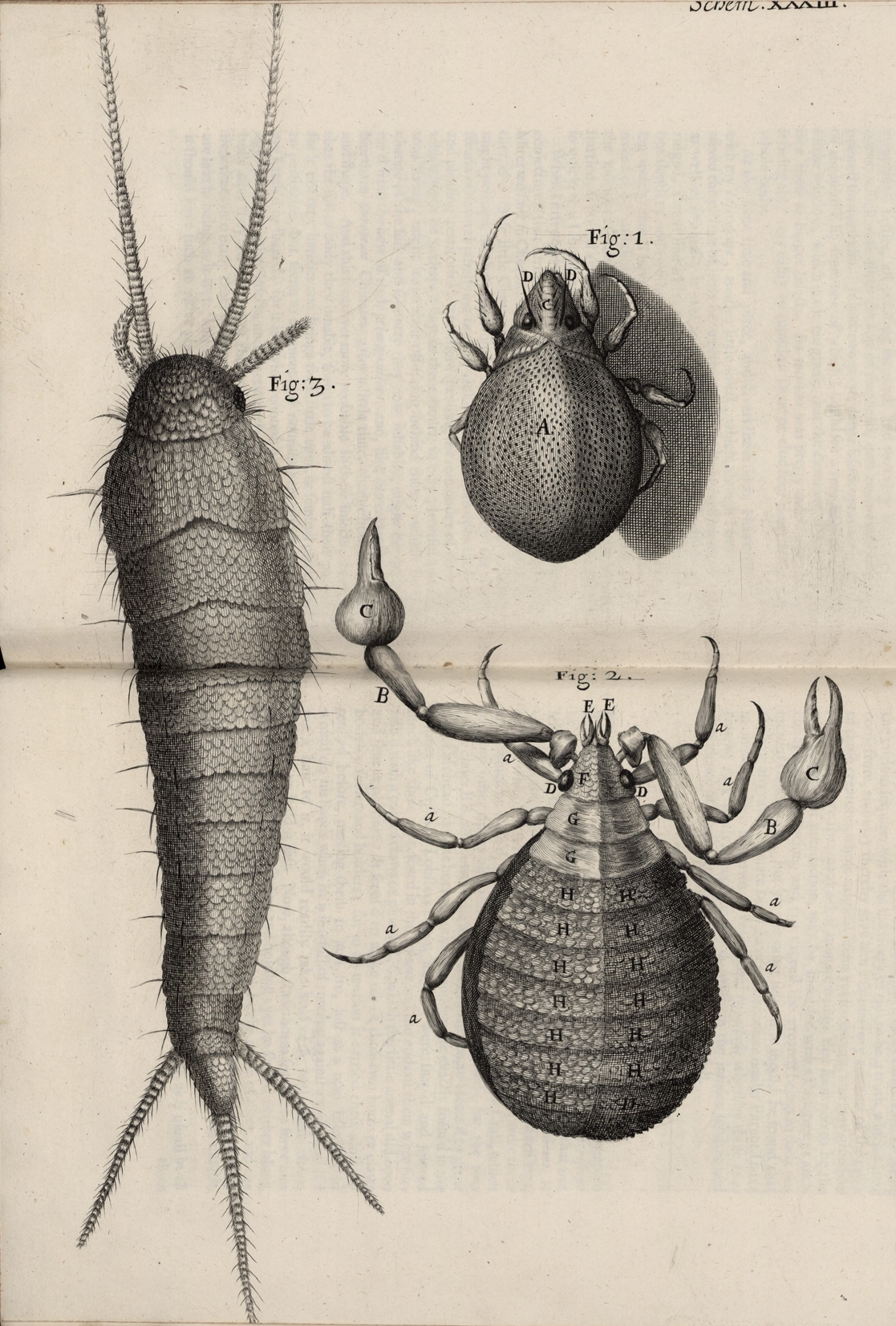
الشكل 2: المثقف. Robert Hooke، Micrographia (1665). المخطط. 33. المثقف هو الشكل 3 ، لجعل يسار ص.

التأويلات البيولوجية هي تخصصات متعددة تدرس الوسائط المكتوبة والمطبوعة باستخدام أساليب فنية أو علمية لتتبع التاريخ البيولوجي للنص. لمزيد من المعلومات عن هذه التخصصات ابحث عن تخصص الطب البشري.

## التاريخ
ظهر التأويل البيولوجي بعد تطور المجهر في القرن السابع عشر. كرس الممارس الأكثر شهرة روبرت هوك اثنين من مخطاطاته لكتابه الذي وصلت شهرته الأفق الفحص المجهري الذي يدرس فيه عن الميكروبيولوجيا الدوائية.
تم رسم المخطط الثاني عشر من من دراسة الغطاء الأحمر من الكتاب الصغير الذي أعتبر على أنه مصنوع من جلد الاغنام، ووجد بكثرة أدلة تدل على وجود بقعة بيضاء صغيرة في عفن في الشعر (للكتاب).ولقد تبينت هذه البقع عبر مجهر جيد، وكان بشكل جميل جدا وعلى شكل جسم نباتي، وتقريبا نفس الجزء من الجلد، اسقطت على مجموعة من السيقان الطويلة الشفافة الاسطوانية...
المخطط 33 مكرس لدراسة دودة الأرض الفضية الصغيرة
تطور الانضباط المتوقف مع صعود سير ايزاك نيوتن لرئاسة المجتمع الملكي حيث فعل الكثير لإخفاء هوك.
ان مجموعة من الكتب التي تحافظ على التحقيق بالتخصصات موجودة في مكتبة شيتام حيث تم تطوير هذه الممارسة من التحقيقات الأولية لهوك من خلال سياسة الجمع لأمناء المكتبات المتعاقبين الذين اطلقوا لاكتساب مجموعة كبيرة من الكتب والمخطوطات التي قد تغطي مدى كامل من المعرفة المتاحة وأيضا قد ينافسوا امناء مكتبة الكليات من اكسفورد وكامبريدج.
لتجميع مواد بيولوجية للدراسات القادمة، تم إرسال الكتب الدراسية إلى المجتمع كأمناء المكتبات الرعية. مكتبة غورتون هي اخر من صمدت كمثال ولا يزال يتعين فيها التحقيق باستخدام تقنيات التأويل البيولوجي.
قادت مؤسسة الجمعية البريطانية للنهوض بالعلوم في عام 1831 إلى تعميم العلوم وتمكين مجموعة اوسع للقيام بتحقيقاتهم الخاصة خارج المجتمع الملكي وبذلك خلق مساحة لتطوير التدريب في المستقبل.